# Sphenopsis
Sphenopsis är ett fågelsläkte i familjen tangaror inom ordningen tättingar: Släktet omfattar två till fyra arter som alla förekommer i Anderna, från Venezuela till västra Bolivia. Tidigare placerades arterna i släktet Hemispingus, men DNA-studier visar att de inte är varandras närmaste släktingar.
Följande arter placeras i släktet:
- Olivtangara (S. frontalis)
- Svartörad tangara (S. melanotis)
- Piuratangara (S. piurae) – behandlas ofta som underart till melanotis[1]
- Ockrabröstad tangara (S. ochraceus) – behandlas ofta som underart till melanotis[1]